# Luthela beijing
Espèce
Luthela beijing est une espèce d'araignées mésothèles de la famille des Liphistiidae.

## Distribution
Cette espèce est endémique de Pékin en Chine,. Elle se rencontre dans le district de Haidian.

## Description
Le mâle holotype mesure 14,89 mm et la femelle paratype 18,12 mm.

## Étymologie
Son nom d'espèce lui a été donné en référence au lieu de sa découverte, Beijing.

## Publication originale
- Wei, Wang & Lin, 2023 : « Systematic notes on three new Luthela (Mesothelae, Heptathelidae) spiders from China, with their descriptions. » ZooKeys, vol. 1159, p. 151-168 (texte intégral).